# Maratharijk
Het Maratharijk (Maharati: मराठा साम्राज्य), later bekend als de Marathaconfederatie, was een staat die in de 17e en 18e eeuw een groot deel van het huidige India en Pakistan omvatte. Het rijk werd geregeerd door de Maratha's, een hindoeïstische krijgerskaste.
De naam Maratha is bewaard gebleven in de naam Maharashtra, een Indiase deelstaat met als hoofdstad Mumbai. Marathi, de officiële taal van het Maratharijk, is nu nog de belangrijkste taal van Maharashtra.

## Achtergrond

### Islamitische sultans (1350-1600)
Begin 14e eeuw werd de Dekan in een serie veldtochten onderworpen door Alauddin Khalji, de sultan van Delhi. De veroveraars verdreven de bestuurlijke elite maar slaagden er niet goed in een nieuw bestuur op te zetten. Het gebied lag te ver van Delhi en was te groot om van daaruit te worden bestuurd. Al in 1347 verklaarde de in de Dekan aangestelde gouverneur zich onafhankelijk. Hij was de stichter van de dynastie van de Bahmaniden. De Bahmaniden bouwden forten en zetten een systeem op voor de belastingwinning. De dynastie kwam in 1518 ten einde. Het gebied viel uiteen in de sultanaten van de Dekan, vijf verschillende staatjes die elkaar afwisselend hielpen en bevochten.
De islamitische heersers van al deze staten en staatjes hadden gemeen dat ze over een bevolking heersten die in overgrote meerderheid hindoe was. In tegenstelling tot het sultanaat Delhi ontstond er in de Dekan geen aanzienlijke minderheid van moslims. Hoewel de hoven van de sultans van de Dekan ook islamitische avonturiers en huurlingen uit Perzië en Centraal-Azië trokken, bleven de sultans voor het bestuur daarom grotendeels afhankelijk van een hindoeïstische elite. De schriftelijke administratie bleef ook na de islamitische verovering van het gebied in handen van brahmanen. Om het leger van de sultans op sterkte te houden moesten hindoes worden aangesteld en bevorderd tot de hoogste rangen van het leger. De sultans zagen hier geen bezwaar tegen en gebruikten deze Maratha's als een welkom tegenwicht voor de islamitische facties aan hun hoven.

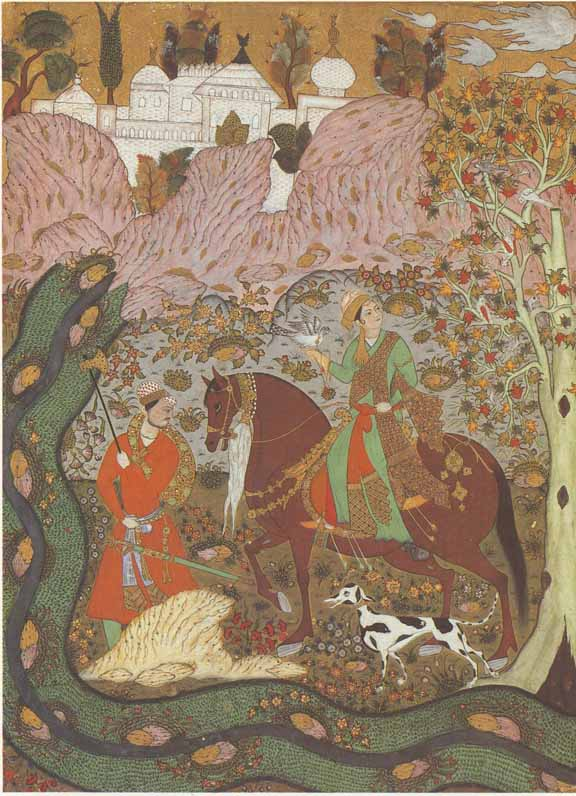
Een prins op valkenjacht, miniatuurschildering uit het sultanaat Golkonda, rond 1610-1620, collectie van de British Library. Hoewel de heersers in de Dekan die dergelijke kunst lieten maken moslims waren, rekenden ze voor het bestuur en de administratie op een hindoeïstische elite

Vanzelfsprekend betekende dit dat de sultans hun hindoeïstische onderdanen niet tegen zich konden opzetten. Er vonden in de sultanaten van de Dekan geen gedwongen bekeringen plaats en de rechten van hindoeïstische tempels bleven gewaarborgd. Marathi werd de bestuurstaal van de sultanaten van Ahmednagar en Bijapur. In Ahmednagar was het dagelijks bestuur vrijwel geheel in handen van Deshasta's, een machtige groep brahmanen.

### Maratha als kaste
Het woord Maratha stond tot 1350 slechts voor een bewoner van Maharashtra. Later veranderde de betekenis en werden Maratha's een nieuwe hindoeïstische elite van bestuurders en militairen.
Met de verdrijving en vernietiging van de oude elite door Alauddin Khalji ontstond een vacuüm dat door lokale opportunisten van uiteenlopende sociale en economische afkomst gevuld kon worden. Zulke lieden traden eerst in militaire dienst. Na een periode van trouwe dienst kon de sultan ze daarna belonen met het recht op de belastingwinning voor een bepaald gebied. Er ontstond zodoende een gewapende landadel van invloedrijke hindoeïstische families. Deze nieuwe landadel was trots op hun nieuwe status en ontwikkelde eigen normen, tradities en voorschriften op het gebied van kleding, voedsel en religie. In feite ontwikkelden de Maratha's zich op die manier tot een nieuwe kaste.
Een duidelijk kenmerk was de militaire achtergrond als soldaten en krijgers. Militaire training werd als een belangrijk onderdeel van de opvoeding gezien. De jacht was een ander belangrijk aspect. Ook werden hindoeïstische voorschriften nauwkeuriger nageleefd, zoals bijvoorbeeld het verbod op hertrouwen van weduwen.
Huwelijken werden voornamelijk binnen de eigen groep gesloten, zodat de Maratha-families een steeds hechtere band vormden. De belangrijkste Maratha-families waren te machtig om door de sultan te worden verdreven uit het gebied waar ze hun machtsbases opgebouwd hadden. In plaats daarvan werden de rechten semi-erfelijk: meestal stelde de sultan uit de familie een opvolger aan die dan dezelfde rechten kreeg toegewezen. Genealogen in dienst van de families stelden legendarische stambomen op die de status van de familie moesten bevestigen.

### Land en lokaal bestuur
De Dekan kan grofweg in drie sterk verschillende landschappen worden ingedeeld: de smalle maar vruchtbare kuststrook van de Konkan in het westen, daarachter de grillige West-Ghats en het wijde, droge plateau van de Desh. De Konkan geeft behalve in de andere gebieden ontbrekende landbouwproducten ook toegang tot overzeese handelsroutes. De Ghats waren strategisch van belang als doorgang voor handelsroutes tussen de kust en het binnenland. De grillige bergen hier waren makkelijk verdedigbaar tegen vijandige indringers. De Desh is qua oppervlakte veel groter dan de andere twee gebieden, maar het was in de 16e tot 18e eeuw een onvruchtbaar en dunbevolkt gebied. Hongersnoden zorgden regelmatig voor het compleet ontvolken van het land, waarna nieuwe kolonisten nodig waren om te zorgen dat er weer opbrengst kwam.
Het grootste gedeelte van de Dekan was een dunbevolkt, landelijk gebied waarin de schaarse dorpen vaak versterkt waren en de lokale elite zich in forten kon verschansen. Dorpen hadden een leider, de patil, die verantwoordelijk was voor de verdeling van de opbrengst van het land. De belasting werd overgedragen in natura. Ongeveer 40% tot 50% hiervan ging naar de landelijke elite of de sultan. Boven de patils stonden deshmukhs, de bestuurders van een district. Een deshmukh had honderden dorpen en soms een aantal forten onder zich. Lokale leiders werden bijgestaan door klerken, die uitsluitend tot de brahmaanse kaste behoorden, en die een tweede groep bevoorrechte families vormden. Elk dorp had een kulkarni, een dorpsklerk, verantwoordelijk voor het bijhouden van de bestuurlijke administratie.
Sommige rechten waren erfelijk en de lokale macht was daarom in handen van een kleine groep bevoorrechte families. Het verlenen van rechten bleef echter in handen van de sultan, wat de enige manier was waarop deze de loyaliteit van de deshmukhs kon afdwingen. De rechten en plichten van een deshmukh werden uiteengezet in een contract (sanad). De deshmukh was verantwoordelijk voor de lokale belastingwinning, ordehandhaving, rechtspraak en - in oorlogstijd - de levering van troepen aan de sultan. In ruil werd hem een bepaald aandeel in de opbrengst en ceremoniële rechten verleend. De deshmukh kon bijvoorbeeld een ceremoniële rol tijdens festivals op zich nemen, of het recht hebben op een olifant, ceremoniële mantel, of een drummer om zijn komst aan te kondigen.

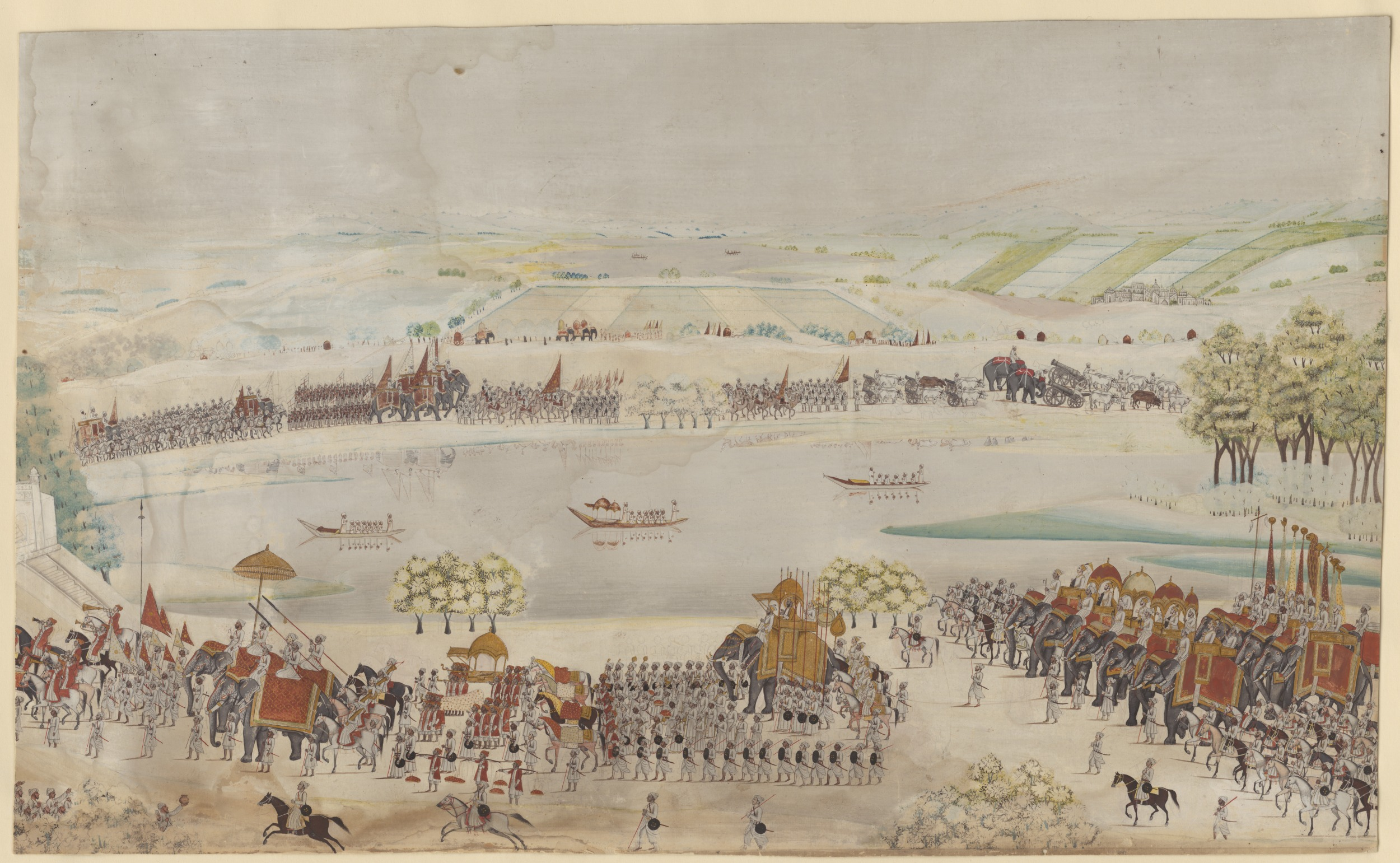
Mogolkeizer Shah Alam II leidt zijn leger over een rivier. Onbekende schilder, Lucknow, rond 1790

### Oorlogsvoering en conflict
In vredestijd waren de deshmukhs slechts een soort lokale bestuurders. In de 17e eeuw was de Dekan echter het toneel van vrijwel continue oorlog en conflict. In zulke conflicten vervulden de Maratha-families een sleutelrol. De belangrijke families leefden in versterkte forten. De jongemannen werden goed opgeleid in de oorlogsvoering. De deshmukh had bovendien een klein legertje ter beschikking. Wanneer er in de staat conflicten tussen verschillende facties uitbraken, zoals over de opvolging van de sultan, gaven de deshmukhs de doorslag. Hun keuze was niet alleen van cruciaal belang voor het sultanaat, maar ook het fortuin van de eigen familie werd eraan verbonden.
De oorlogsvoering in het India van die tijd was een bombastische en trage aangelegenheid, waarbij diplomatie een belangrijke rol speelde. Het klimaat verdeelde het jaar in een periode voor militaire campagnes en een periode waarin het moeilijk was strijd te voeren, de moesson. Een vorst of sultan die een vijandelijke staat aanviel moest over voldoende geld beschikken om een leger te verwerven en op de been te houden. Ook diende hij voldoende tact te hebben om de facties binnen zijn leger uit elkaar te houden, en tegelijk de facties aan zijn hof in toom te houden tijdens zijn afwezigheid. De logistieke problemen van het op de been houden en bevoorraden van een leger waren enorm. De zware bewapening van de soldaten betekende dat het leger vaak niet meer dan 10 km per dag kon afleggen. De olifanten, paarden en lastdieren voor de artillerie, tenten en karren hadden verzorging en grote hoeveelheden voer nodig. Het begeleidend personeel, kooplieden en kampvolgers maakte dat het leger op een rijdende stad leek. Het spreekt voor zich dat van een verrassingsaanval geen sprake kon zijn: vaak was al maanden van tevoren bekend dat er een aanval op komst was.
Als het leger eenmaal de vijandige staat binnendrong, begonnen eindeloze onderhandelingen met de lokale deshmukhs. Deze hadden de keuze zich om te laten kopen of verzet te bieden. De sultan ontving geduldig de overlopende deshmukhs een voor een in zijn tent. Patrouilles moesten worden uitgezonden om deshmukhs die niet kwamen opdagen te bewegen zich alsnog te onderwerpen. Spionnen van de vijandige vorst probeerden ondertussen regimenten in het leger om te kopen om zich in het geval van een veldslag afzijdig te houden, of over te lopen. Als de verdedigers voldoende geld hadden om zelf een leger op de been te brengen, hadden ze de keuze om slag te leveren. Anders trokken ze zich terug in hun forten en wachtten af. Het was niet ongebruikelijk dat het geld van de binnendringende sultan opraakte, of de moesson begon voor er slag geleverd was. In dat geval werd meestal in rechtstreekse onderhandelingen tot een vergelijk gekomen.
Als er een veldslag geleverd werd, gingen vaak dagen van onderhandelingen vooraf, waarbij beide partijen probeerden delen van het vijandige leger om te kopen. De verdedigers slaagden er soms in de vijand geheel af te kopen met de belofte van schatting of grondgebied. Om een vijandig fort te kunnen belegeren was nog veel meer geld nodig dan voor een veldslag: in dat geval moest het leger vaak maandenlang op de been gehouden worden. Tot laat in de 17e eeuw kwam het nauwelijks voor dat een fort werd ingenomen.

### De Mogols veroveren de Dekan (1595-1636)
Midden 16e eeuw verscheen een nieuwe macht in het noorden van India, de Mogols. Keizer Akbar (1556-1605) had de ambitie heel India te regeren en zocht erkenning als soeverein van de sultans van de Dekan. In 1595 maakte hij gebruik van een opvolgingsoorlog in het sultanaat Ahmednagar. De Mogollegers vielen het sultanaat binnen maar het duurde tot 1600, toen Akbar zelf de leiding van de campagne op zich nam, dat de hoofdstad Ahmednagar werd ingenomen. De sultan van Kandesh werd in het jaar erop onderworpen en beide gebieden werden als provincies aan het Mogolrijk toegevoegd.
Opstanden en de dood van de keizer in 1605 zorgden ervoor dat de Mogols hun verovering niet konden consolideren. Zodoende konden troepen van de sultan onder Malik Ambar verzet blijven bieden. Malik Ambar was een habshi, een Afrikaanse slaaf, die vanwege zijn militaire talenten uitgroeide tot de aanvoerder van het verzet. Geconfronteerd met de numeriek sterkere troepen van de Mogols gebruikte hij guerillatactieken: het uit de weg gaan van directe confrontatie, het afsnijden van de bevoorradingslijnen van de vijand, en het verschansen in makkelijk verdedigbare forten. Deze wijze van oorlogsvoeren werd later door Shivaji gekopieerd. Malik Ambar was ook een bekwame bestuurder, die met een herverdeling van de belastingrechten de Maratha-families aan zich wist te verbinden. Na zich van het voormalige sultanaat Ahmednagar te hebben meester gemaakt, leidde hij plundertochten naar Kandesh, Berar en Gujarat, provincies in het Mogolrijk. Twee maal - in 1616 en 1620 - moest Mogolprins Shah Jahan met een leger de Dekan intrekken om Malik Ambar te verslaan, maar de laatste bleef tot zijn dood in 1626 een rol van belang spelen.
Toen Shah Jahan in 1628 keizer werd zette hij zijn zinnen op de onderwerping van de Dekan. Geconfronteerd met een grootschalige invasie verenigden de sultanaten van Ahmednagar, Bijapur en Golkonda hun krachten. Het werd een uitputtingsoorlog, een situatie waarin het voor een opportunistische Maratha-leider mogelijk was snel de eigen invloed uit te breiden. In 1633 werd Ahmednagar opnieuw veroverd en de laatste sultan gevangen genomen. Een van de Maratha-leiders, een zekere Shahji, zette een nieuwe pretendent op de troon en regeerde een aantal jaar min of meer onafhankelijk een gebied tussen Poona, Ahmednagar en Nasik. Shahji had eerder afwisselend Malik Ambar en de Mogols gediend. Nadat Shahji door de Mogols verslagen werd, trad hij in dienst van Bijapur. In 1636 werd de vrede gesloten, waarbij de twee overgebleven sultanaten Shah Jahan als opperste soeverein erkenden en toezegden jaarlijks schatting aan de keizer te betalen.

## Opkomst en expansie

### Shivaji's opkomst
Shahji bleef in dienst van de sultan van Bijapur en vocht mee bij de verovering van gebieden in het zuiden. Hij vestigde zich in Bangalore, een op Mysore veroverd gebied waar hij een jagir kreeg toebedeeld. Daarom stelde hij zijn zoon Shivaji in Poona aan als beheerder van zijn gebieden daar, in de West-Ghats. Shahji kwam in 1664 om bij een jachtongeluk.

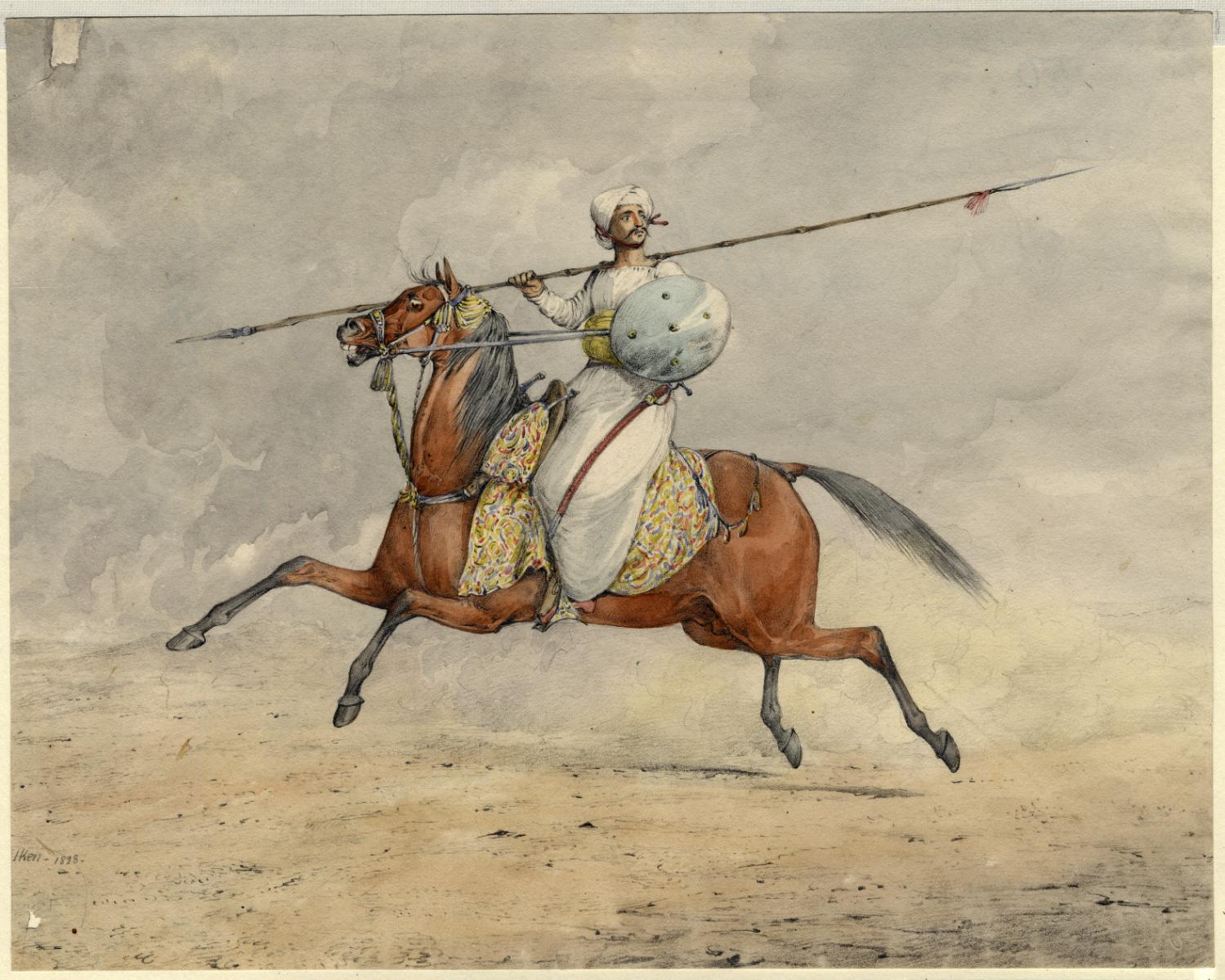
Een Maratha-ruiter. Aquarel door Henry Alken, 1828. Met een combinatie van snelle, wendbare troepen en makkelijk te verdedigen forten maakten Shivaji en zijn opvolgers het de Mogols lastig.

Shivaji leidde de Maratha's naar onafhankelijkheid. Zijn listen en militaire daden zijn zo opmerkelijk dat hij ook in het moderne India als legendarische figuur geldt, die als held wordt vereerd. Hij begon zijn carrière als 10-jarige zaakwaarnemer van zijn vader. Door listen en harde strijd wist hij de forten van andere families te veroveren en aan zijn vaders gebied toe te voegen. Van de buit liet hij nog meer forten bouwen. Zijn gebied groeide gestaag en in 1657 viel hij ook de kustgebieden van de Konkan binnen. Uiteraard was Bijapur niet gediend van dit soort acties van een deshmukh. Maar wegens interne strijd duurde het tot 1659 voordat men een leger onder Afzal Khan naar de Ghats stuurde om orde op zaken te stellen. Shivaji had zich goed verschanst en aangezien Afzal Khan geen langdurig beleg kon veroorloven, diende men te onderhandelen. Tijdens de ontmoeting tussen de beide leiders bracht Shivaji, die onder zijn kleren wapens meegesmokkeld had, Afzal Khan om het leven. Zijn troepen stortten zich daarop op de nietsvermoedende troepen uit Bijapur en slachtten die af. De sultan van Bijapur leidde daarop persoonlijk een nieuwe aanval maar was wegens omstandigheden gedwongen rechtsomkeert te maken. Het was Shivaji gelukt zich vrij te vechten van het gezag van Bijapur.
Door een verdrag tussen Bijapur en de Mogols in 1657 was de claim van soevereiniteit over een groot deel van Shivaji's gebied overgegaan op de Mogols. In de daaropvolgende jaren organiseerde Shivaji plundertochten in door de Mogols bestuurd gebied, terwijl hij tegelijk met hen onderhandelde over zijn rechten als deshmukh. Tot een vergelijk kwam het niet en in 1659 verscheen een Mogolleger dat prompt de noordelijke helft van Shvaji's gebied bezette. Shivaji's troepen waren vooral lichtbewapende ruiters, die snelle, onverwachtse aanvallen op de bevoorradingslijnen konden uitvoeren om zich dan in forten terug te trekken. Hoewel deze tactieken eerder waren toegepast door Malik Ambar, werden ze door Shivaji geperfectioneerd. In 1663 drong hij met 400 krijgers 's nachts Poona binnen, en slaagde er bijna in de vijandige bevelhebber te doden. In hetzelfde jaar plunderde hij Surat, de belangrijkste havenstad in het Mogolrijk. 
Deze aanvallen zorgden ervoor dat keizer Aurangzeb Shivaji niet langer kon negeren. De ervaren generaal Jai Singh werd naar de Dekan gestuurd om orde op zaken te stellen. In tegenstelling tot eerdere tegenstanders had deze ervaring met belegeringen. Een voor een werden Shivaji's forten ingenomen en zijn landerijen platgebrand. Ten slotte was Shivaji gedwongen tot de overgave. Hij onderwierp zich aan de Mogols, mocht 12 forten behouden en kreeg de rechten over een deel van zijn gebied terug, in ruil voor erkenning van de keizer als soeverein.

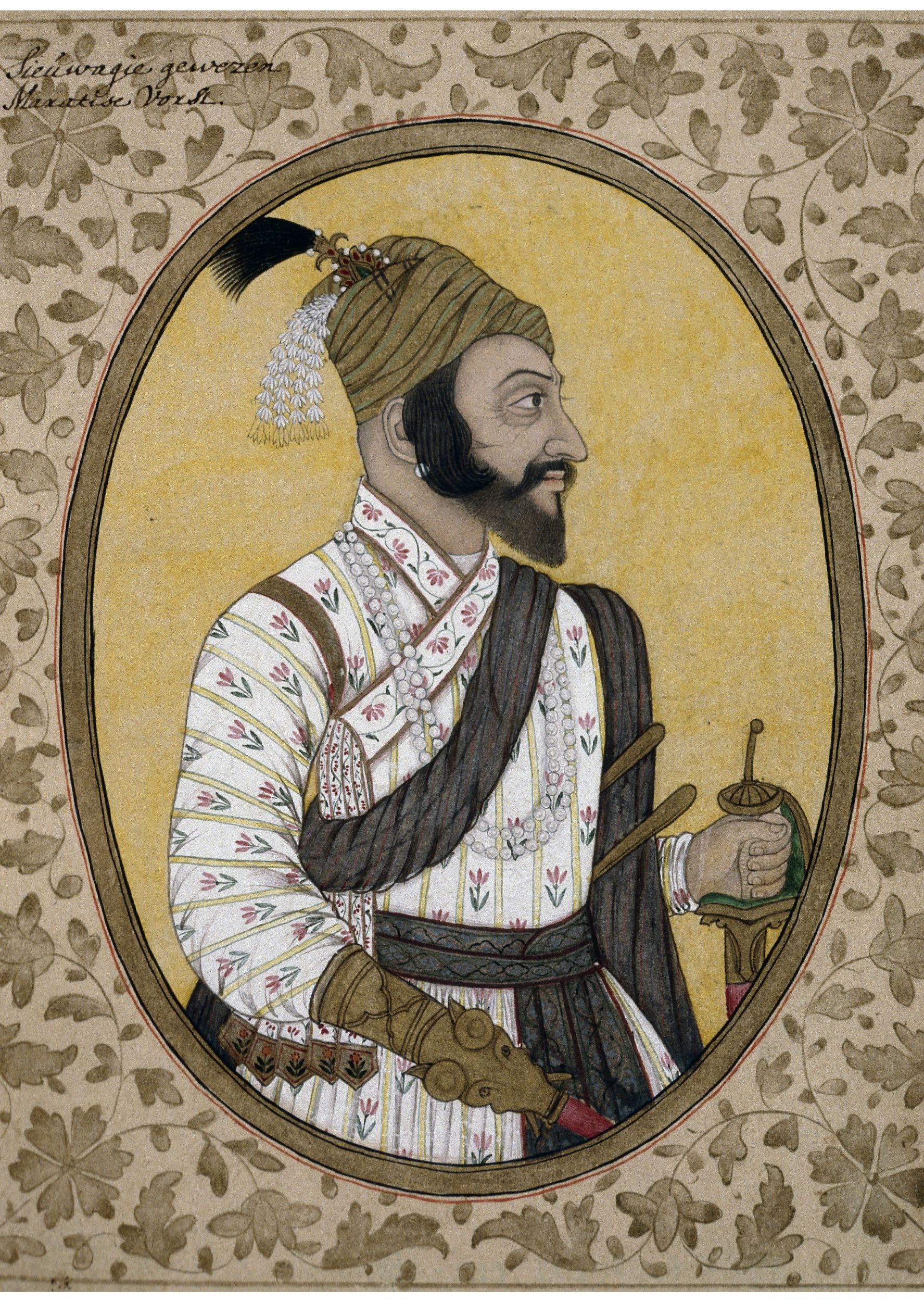
Shivaji, miniatuurportret rond 1680-1687, Dekan-stijl

In 1666 werd Shivaji gedwongen naar Agra te reizen om keizer Aurangzeb zijn respect te betuigen. De audiëntie was echter geen succes. Er waren wederzijds misverstanden. Aurangzeb zag geen reden om een opstandige hindoeïstische zamindar zijn rechten terug te geven en negeerde Shivaji, die een scène maakte. Daarna was Shivaji zijn leven niet zeker. Hij kon slechts met een list uit de stad ontsnappen en vermomd terug naar de Dekan vluchten. Dit was een breekpunt. In 1669 viel Shivaji de Mogols opnieuw aan, om in snelle opeenvolging verloren forten terug te winnen. In 1670 plunderde hij de provincies Kandesh en Berar, en opnieuw de havenstad Surat. Ook veroverde hij gebied op Bijapur. In de jaren 1670 ten slotte sloot hij een bondgenootschap met het sultanaat Golconda en viel de Carnatic binnen. Hij veroverde Jinji en Vellore en vestigde zijn gezag over een gebied van de ene tot de andere kust.

### Shivaji als hindoeïstisch vorst
Shivaji wist op geen enkel moment alle Maratha's te verenigen. In tegendeel, ook de legers waartegen hij vocht bestonden voor een groot deel uit Maratha's. Hij was ook niet, zoals hij door hindoe-nationalisten vaak wordt afgeschilderd, een religieuze nationalist die uit was op de stichting van een hindoeïstische staat. Hij was voor landopbrengst en soldaten afhankelijk van de lokale Maratha-leiders (deshmukhs), maar dat gold net zo voor islamitische vorsten van zijn tijd. Als het hem uitkwam allieerde Shivaji zich met islamitische heersers zoals de sultan van Bijapur, soms ook tegen hindoeïstische heersers. Zijn eigen leger bevatte ook regimenten van islamitische huurlingen. 
Shivaji was nooit in staat de macht van de deshmukhs te breken. Zodra een leger van de Mogols de Dekan binnendrong, liepen sommige families over naar de vijand. Dit is de reden dat Shivaji zoveel forten aanlegde: de al bestaande forten waren vaak in handen van deshmukhs op wiens loyaliteit hij niet kon rekenen. Shivaji breidde wel zijn persoonlijke landerijen gestaag uit. De opbrengst van deze bezittingen diende om zijn groeiende aantal troepen in stand te houden. De paarden en wapens van zijn troepen waren zijn persoonlijke bezit.
Shivaji inde twee nieuwe vormen van belasting: de chauth en de sardeshmukhi. De chauth was in feite een vorm van afpersing. In ruil voor een kwart van de landopbrengst zegde Shivaji de betaler toe diens gebied niet te zullen plunderen. De sardeshmukhi was een belasting van een tiende deel van de landopbrengst, die normaal gesproken alleen de vorst toekwam. De term komt voor het eerst voor onder Shivaji. Op deze manier probeerde hij zich boven de deshmukhs te plaatsen, maar het lukte hem niet de sardeshmukhi overal in zijn gebied op te leggen.
Naast de deshmukhs had Shivaji ook een gezagsprobleem met de brahmanen die de administratie van Shivaji's landerijen deden. Waarschijnlijk om deze problemen te verhelpen zette hij in 1674 de belangrijke stap zich als hindoeïstisch heerser te laten kronen. Zoiets was al eeuwen niet gebeurd. Shivaji haalde een groep gezaghebbende brahmanen over om de rituelen die ermee gepaard gingen vast te stellen en uit te voeren. Een probleem was Shivaji's lage kaste als Maratha, maar de brahmanen stelden een stamboom op volgens welke hij in werkelijkheid van de rajputs afstamde. Rajputs beriepen zich – veelal ten onrechte – op een kshatriya-afstamming die de aanspraak tot hindoeïstisch vorst moest legitimeren. De nieuwe chhatrapati (keizer) ontving na zijn kroning de leden van de belangrijke families in zijn durbar om zijn gezag over hen te bevestigen.
Het laatste decennium van Shivaji's regering was een periode van relatieve rust. Tussen 1670 en 1681 was Aurangzeb druk met oorlogen tegen de Afghanen in het noorden van zijn rijk. In de Dekan was de onderwerping van Bijapur het belangrijkste doel van de Mogols. De westelijke Dekan was daarom gedurende deze periode relatief vrij van oorlog en plundering.

### Aurangzebs campagnes in de Dekan
Shivaji overleed in 1680 en werd na een kort conflict tussen zijn twee zoons opgevolgd door de oudste, Sambhaji. Sambhaji zette aanvankelijk de succesvolle koers van zijn vader voort: terwijl de keizerstitel (chhatrapati) hem autoriteit over de deshmukhs gaf, garandeerden succesvolle plundertochten in Mogolprovincies als Kandesh dat hij makkelijk nieuwe rekruten voor zijn leger kon vinden. 
De situatie veranderde in 1681. Aurangzebs zoon Akbar kwam openlijk in opstand tegen zijn vader en vluchtte naar de Dekan, waar Sambhaji hem onderdak bood. Aurangzeb werd nu geconfronteerd met een mogelijk verbond tussen Akbar, Sambhaji en opstandige rajputs. Zijn reactie was de volledige militaire macht van de Mogols naar het zuiden te verplaatsen met als doel al zijn vijanden in de Dekan voor eens en altijd te onderwerpen. Aurangzeb trok met tienduizenden troepen, zijn beste bevelhebbers en zijn hofhouding naar de Dekan. De hoofdstad werd de facto van Delhi naar Aurangabad verplaatst. Er volgden bijna vier decennia van militaire campagnes en continue oorlog. De aanval richtte zich eerst op de sultanaten. Bijapur viel in 1685 en Golconda volgde in 1687. Ondertussen plunderden Mogoltroepen Sambhaji's gebieden, maar lieten ze de Maratha's met rust als ze zich in hun forten terugtrokken. Sambhaji voerde ondertussen campagnes in de Konkan: tegen de Portugezen in Goa en de siddi's in Janjira.
De militaire druk van de Mogols werkte in deze periode goed: geleidelijk liepen de deshmukhs over. In 1688 werden Sambhaji en zijn belangrijkste minister in een hinderlaag gelokt en gevangen genomen, om aan Aurangzeb te worden voorgeleid. Deze liet beiden op gruwelijke wijze executeren. De jongere zoon van Shivaji, Rajaram, volgde hem op als leider van de Maratha's maar moest naar het zuiden vluchten. Negen jaar lang belegerden de Mogols Rajaram tijdens het beleg van Jinji. Andere Maratha-leiders zoals Dhanaji Jadhav en Santaji Ghorpade bleven in de centrale Konkan en het zuiden van de Ghats verzet bieden, maar het noordelijke deel van Maharashtra en de Konkan kwam onder bestuur van de Mogols te staan.

### De Maratha's onder leiding van de pesjwa's
In 1705 wisten de Maratha's onder leiding van Tarabai (1675-1761), weduwe van Shijavis zoon Rajaram (1670-1700), het Mogolrijk zo'n grote nederlaag toe te brengen dat de Mogols hun dominantie in India voorgoed verloren.
Shijavis kleinzoon Shahuji (ca. 1707-1749) was de eerste heerser die een pesjwa (een soort minister-president), benoemde. De pesjwa's werden de werkelijke heersers van het rijk, terwijl de Maratha-keizers aanbleven als symbolisch staatshoofd.
Baji Rao I (1720-1740), de pesjwa van Shahuji, veroverde grote delen van India, waaronder Rajasthan in 1735, Delhi in 1737 en Orissa en de Bengalen in 1740. In 1760 bereikte het Maratharijk zijn grootste omvang. Het omvatte toen een derde van het hele Indische subcontinent: heel Noord- en Centraal-India en een groot deel van het huidige Pakistan.
De expansie van het rijk werd in 1761 een halt toegeroepen door een enorme nederlaag tegen de Afghanen bij Panipat. Een hele generatie krijgers stierf in de veldslag. Om het Maratharijk bij elkaar te houden gaf Madhavrao I (1745-1772) een aantal districten semi-onafhankelijkheid. Het rijk veranderde hierbij in een losse confederatie van Maratha-staten.

### Oorlogen met de Britten

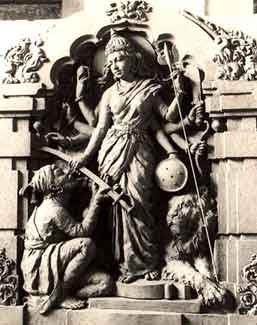
De godin Bhavani geeft Shivaji zijn zwaard

In 1775 mengde de Britse Oost-Indische Compagnie zich in een opvolgingsstrijd die na de dood van Madhavrao ontstond tussen Madhavrao's broer Narayan Rao (1749-1773) en oom Raghunathrao, die de Britten om militaire steun vroeg in ruil voor het afstaan van enkele gebieden. De situatie escaleerde al snel tot een oorlog tussen de Britten en het Maratharijk waarbij de Britten werden verslagen en een vredesverdrag tekenden waarbij ze een aantal gebieden aan de Maratha's afstonden. De Britse gouverneur Warren Hastings (1732-1818) weigerde het vredesverdrag echter te accepteren en zond een nieuw leger, dat de Maratha's versloeg. Bij de uiteindelijke vrede in 1782 werd de oude situatie hersteld.
In 1802 tekende de zwakke pesjwa Baji Rao II een verdrag met de Britten waarbij de Marathaconfederatie tot een virtueel Brits protectoraat gereduceerd werd. De Maratha-koningen weigerden echter dit verdrag te aanvaarden, waarbij in 1803 een nieuwe oorlog met de Britten uitbrak. De Maratha's werden verslagen, onder meer door Arthur Wellesley, de latere hertog van Wellington. Bij de vrede in 1805 kregen de Britten een flink deel van het Marathaconfederatie in handen, waaronder Orissa.
Het derde en laatste conflict tussen de Britten en de Maratha's brak uit na een Britse invasie van Marathagebied in 1817. Na een korte oorlog werden de Maratha's in 1818 compleet verslagen. Dit betekende het einde van het ooit zo machtige Maratharijk. Het grootste deel van de confederatie werd geannexeerd door de Britten, hoewel sommige koninkrijken binnen de confederatie bleven bestaan als semi-onafhankelijke prinsdommen. De Britten hadden nu bijna heel India in handen.
Nana Sahib (1793-?), een geadopteerde zoon van pesjwa Baji Rao II, was de leider van de Indiase opstand van 1857 tegen de Britten. Hij werd berucht nadat hij het bevel gaf om honderden Britse vrouwen en kinderen te vermoorden. Nadat de opstand werd neergeslagen, vluchtte hij in 1859 naar Nepal.